# Washington (Geórgia)
Washington é uma cidade localizada no estado americano de Geórgia, no Condado de Wilkes.

## Demografia
Segundo o censo americano de 2000, a sua população era de 4295 habitantes.
Em 2006, foi estimada uma população de 4118, um decréscimo de 177 (-4.1%).

## Geografia
De acordo com o United States Census Bureau tem uma área de
20,3 km², dos quais 20,3 km² cobertos por terra e 0,0 km² cobertos por água.

## Localidades na vizinhança
O diagrama seguinte representa as localidades num raio de 32 km ao redor de Washington.